# Mahnmal für die Magdeburger Widerstandskämpfer

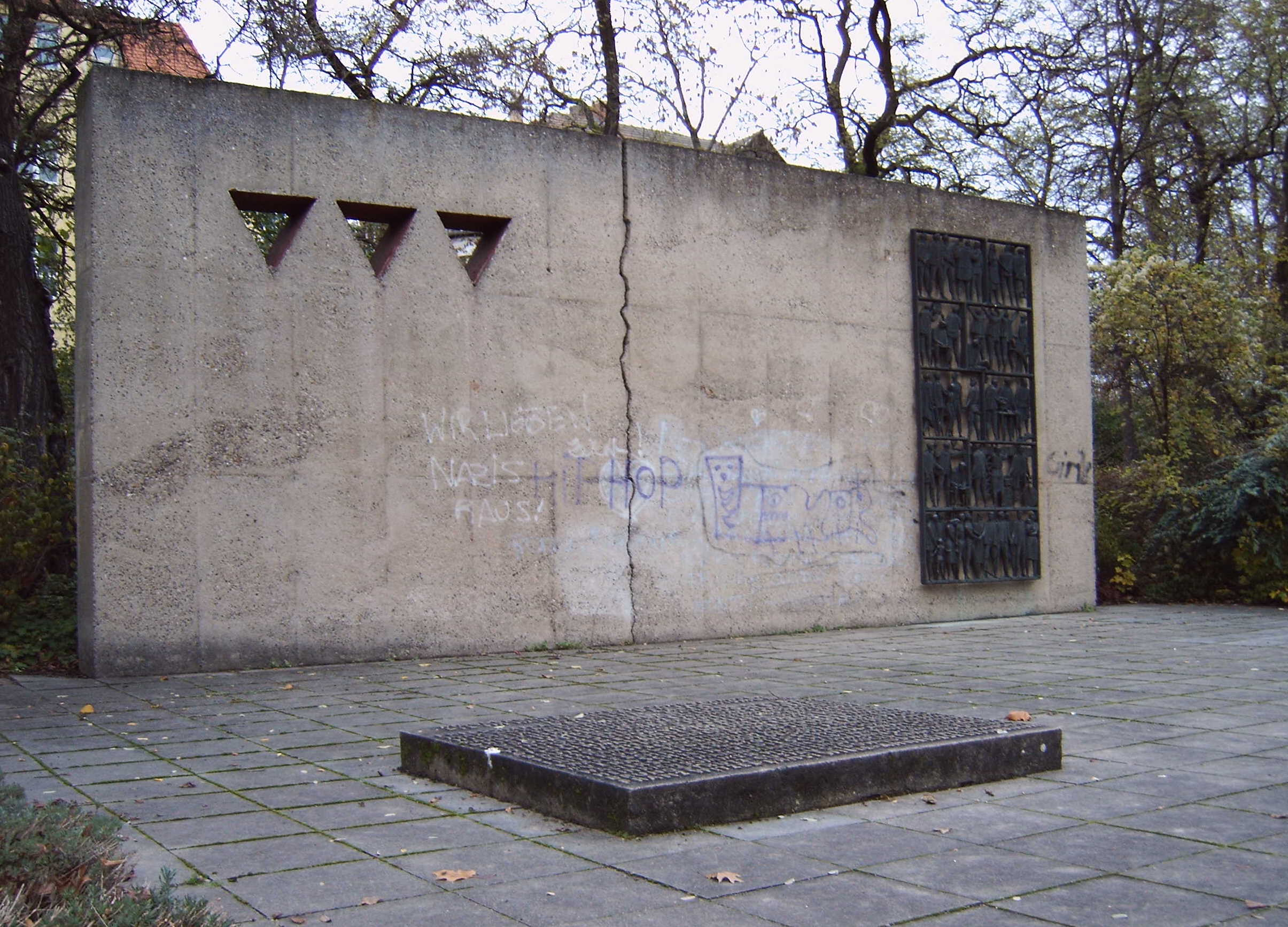
Mahnmal für die Magdeburger Widerstandskämpfer, 2005

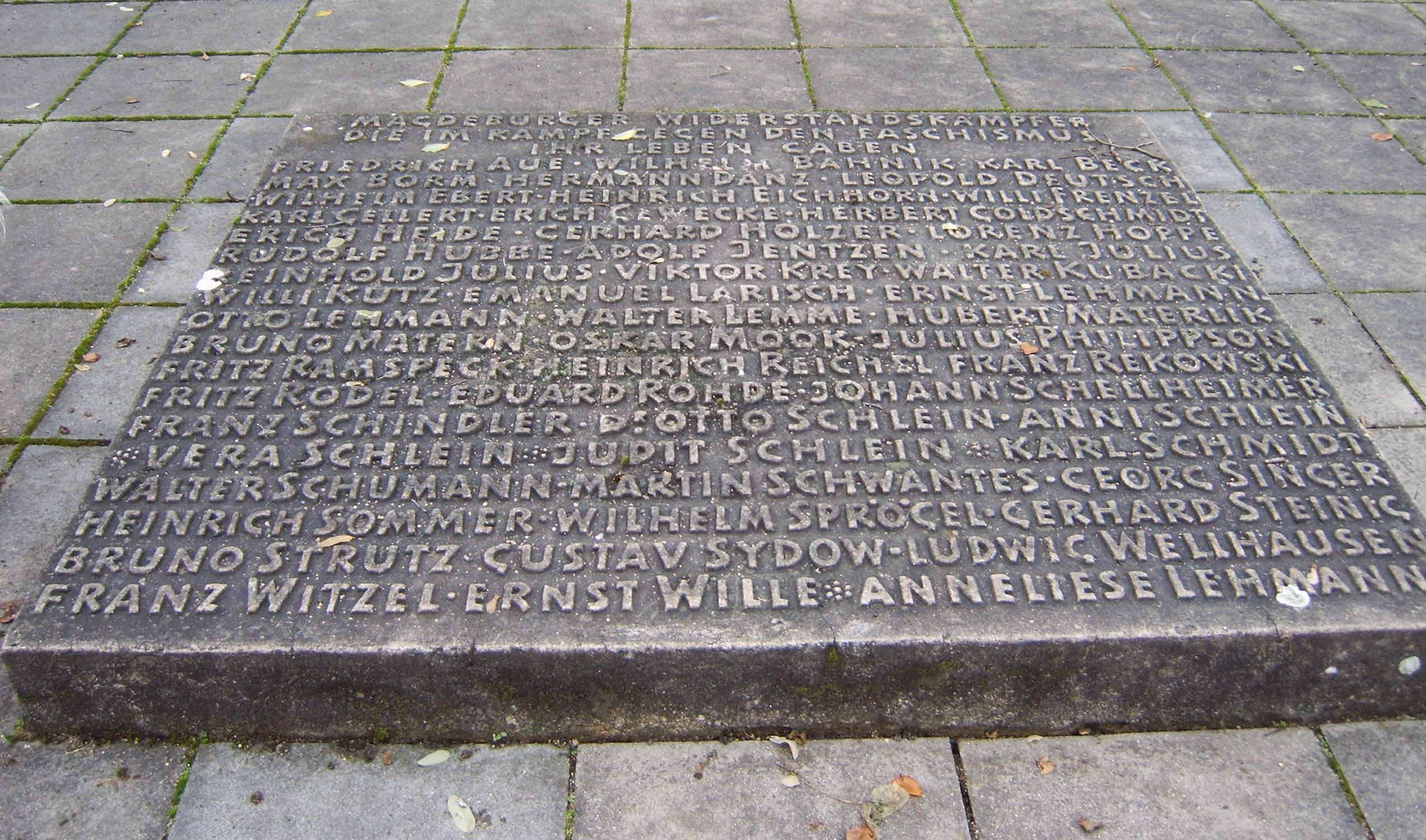
Platte mit den Namen der Widerstandskämpfer

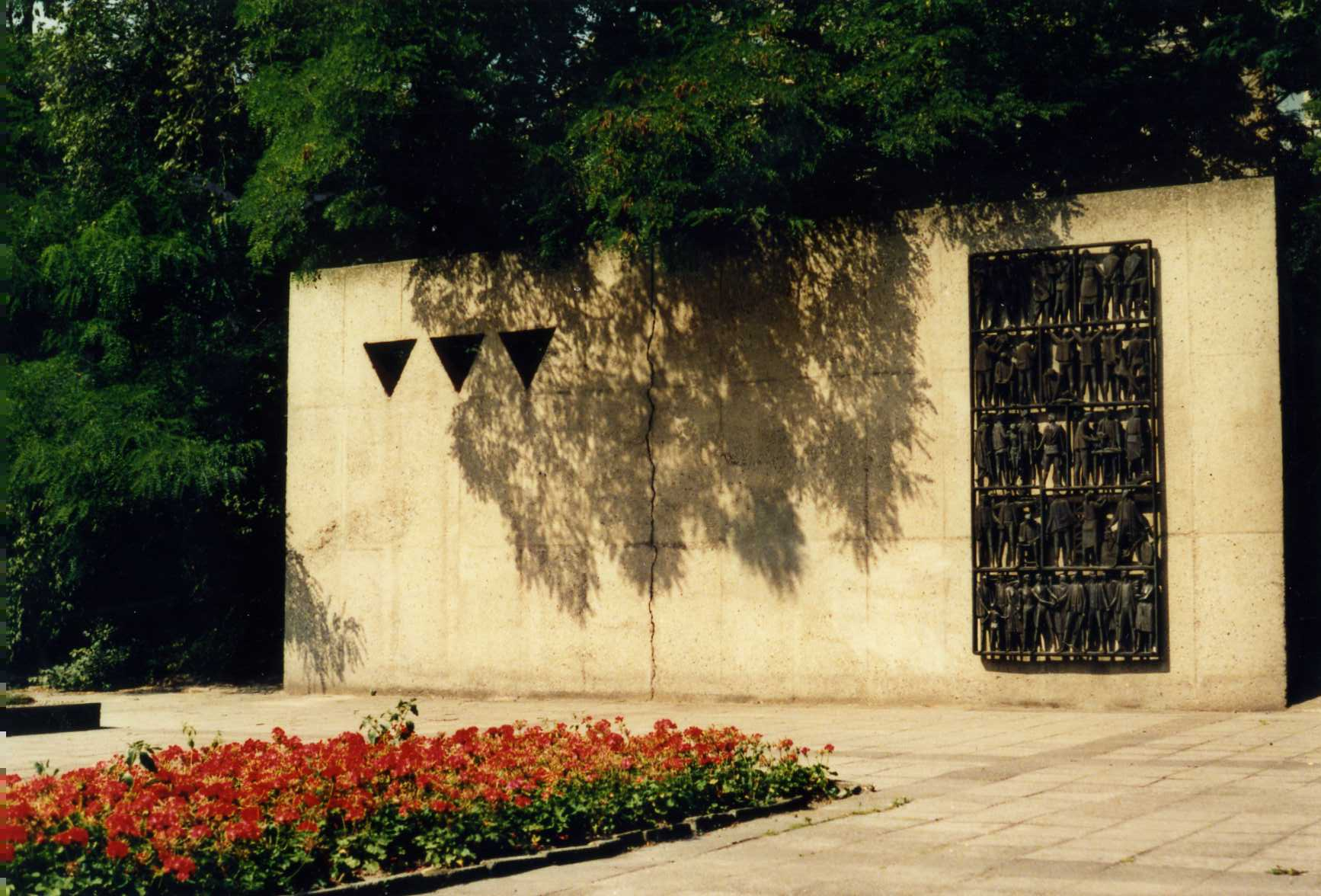
Foto des Mahnmals von 1988

Das Mahnmal für die Magdeburger Widerstandskämpfer ist ein Mahnmal in Magdeburg zum Gedenken an diejenigen, die hier während des Widerstandes gegen den Nationalsozialismus ums Leben kamen.

## Gestaltung
Das Mahnmal liegt im Steubenpark am südlichen Rand der Magdeburger Altstadt im Dreieck der Straßen Steubenallee, Harnackstraße und Schellingstraße und soll an 62 Ermordete erinnern.
Es wurde vom Magdeburger Bildhauer Eberhard Roßdeutscher geschaffen und am 8. Mai 1965 enthüllt. An der Enthüllung nahmen der sowjetische Militärkommandant Magdeburgs, Generalmajor Gussew, und der Bürgermeister der in Lothringen liegenden Stadt Hagendingen, zu der partnerschaftliche Beziehungen bestanden, teil. In einer anderen Publikation wird, wohl unrichtig, das Jahr 1969 angegeben.
Insgesamt dauerten die Arbeiten am Mahnmal vier Jahre. Roßdeutscher führte nach Abschluss bestimmter Arbeitsphasen jeweils Ausstellungen durch und bezog so die Öffentlichkeit in den Prozess ein.
Es besteht aus einer etwa 10 mal 5 Meter großen, 0,6 Meter starken rechteckigen Betonwand. Die Wand wurde vom Baukombinat Chemie, Betriebsteil Industriebau Magdeburg aus Schüttbeton hergestellt. Auf der linken Seite der Wand befinden sich drei dreieckige Aussparungen. Sie symbolisieren die Vereinigung der Verfolgten des Naziregimes (VVN). Auf der rechten Seite ist ein rechteckiges Bronzerelief angebracht, auf welchem Szenen des Magdeburger Widerstands dargestellt sind. So wird dort das Abhören ausländischer Sender, der Druck von Flugblättern, das Kleben von Plakaten, Verhaftungen und Misshandlungen durch die SS dargestellt. Links vor der Betonwand befindet sich eine quadratische Bodenplatte in die, ganz überwiegend in alphabetischer Reihenfolge, die Namen von 54 der ums Leben gekommenen Widerstandleistenden eingearbeitet sind.
Die Gestaltung der Freifläche um das Mahnmal wurde vom VEB Garten- und Landschaftsgestaltung Magdeburg durchgeführt. Hierbei wurde das Gelände im Bereich der Betonwand etwas abgetragen und an der Westseite aufgeschüttet. Die Höhe des von der Südseite zum Mahnmal führenden Wegs wurde an die Fläche des Mahnmal angeglichen. Darüber hinaus wurde ein Teil des alten Baumbestandes entfernt. Der Bereich des Mahnmals sollte so übersichtlicher gestaltet werden.

## Bronzerelief
Das rechteckige Bronzerelief, das sich an der rechten Seite des Mahnmals befindet, zeigt in neun Darstellungen unterschiedliche Szenen des Magdeburger Widerstandes gegen den Nationalsozialismus.

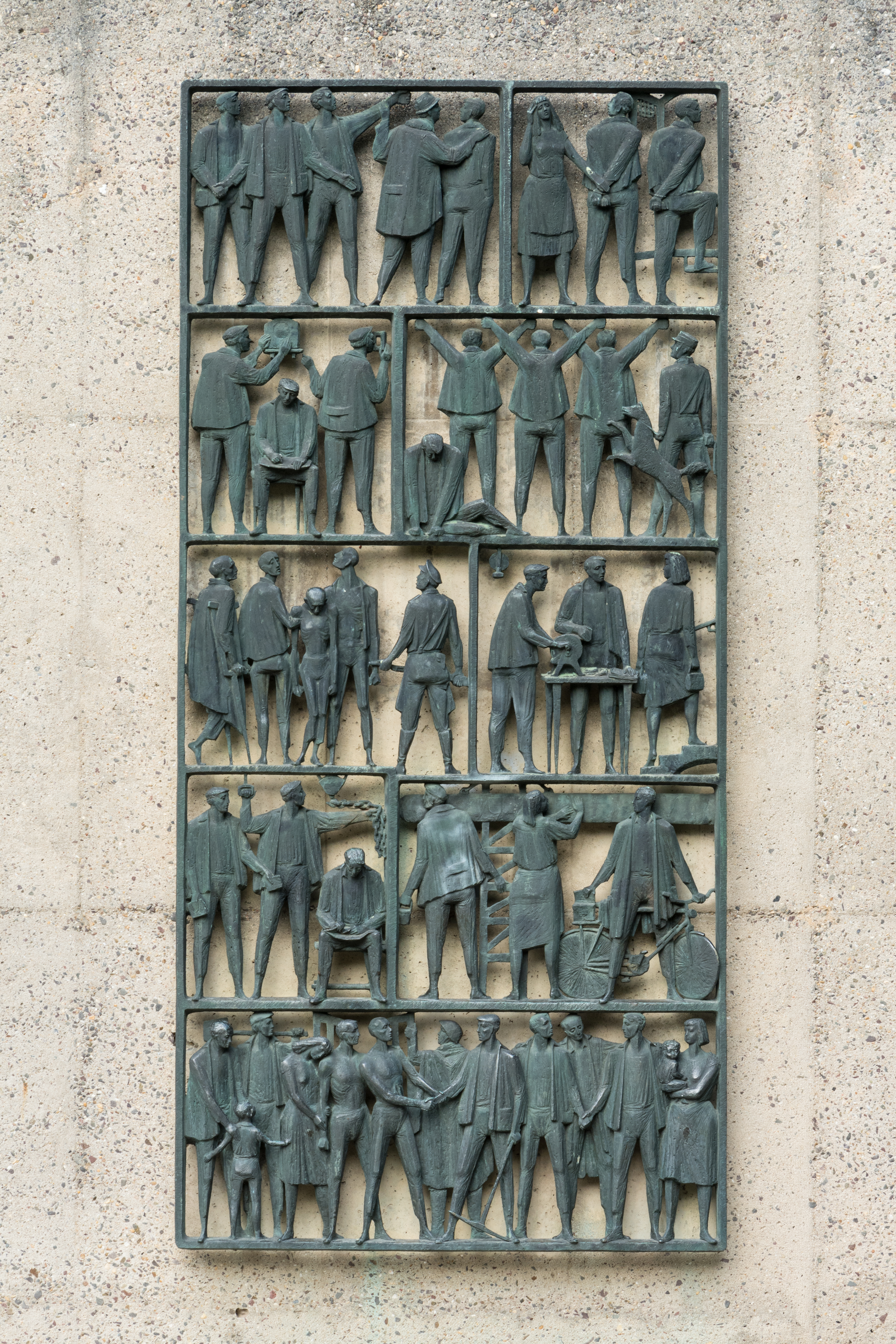
Bronzerelief des Mahnmals mit Szenen des Magdeburger Widerstandes

In der linken, oberen Ecke des Reliefs ist eine Szene mit fünf Personen dargestellt, die zu einem Widerstand gegen den Nationalsozialismus bereit sind und dies durch ihre Körperhaltung ausdrücken. Es ist unklar, ob dieser Widerstand offen oder im Geheimen stattfinden soll.
Das rechts anschließende Bild veranschaulicht die Verhaftung zweier Widerstandskämpfer. Neben den verhafteten Personen, die in einen Wagen zum Abtransport steigen, befindet sich eine trauernde Frau.
In der zweiten Reihe von oben werden drei Personen abgebildet, die illegal ausländische Sender abhören, um wahrheitsgemäße Informationen über den Krieg zu erfahren. Die linke Person hört das Radio ab, der sitzende Mann in der Mitte führt Mitschrift und die rechte Person blickt aus einem Fenster, um nach Denunzianten Ausschau zu halten.
Im nebenliegenden Bild wird eine gewaltsame Festnahme von vier Widerstandskämpfern durch einen SA-Wachmann mit seinem Wachhund dargestellt. Eine Person im linken Teil der Abbildung, die zuvor misshandelt wurde, sitzt schwach und erschöpft am Boden.
Auf dem linken Bild der Mitte ist eine Überwachung von KZ-Häftlingen durch die SS dargestellt. Die Häftlinge sind schwach, stark unterernährt und dem Tod nah. Es zeigt die Ursachen für den Widerstand der Männer und Frauen gegen das Regime.
Im rechten Bild in der Mitte wird die Herstellung von regimekritischen Flugblättern durch zwei männliche sowie einer weiblichen Widerstandskämpfer(-in) gezeigt. Die Flugblätter werden durch eine auf dem Tisch stehende Kopierpresse hergestellt.
Im linken darunter liegenden Bild sind drei Widerstandskämpfer zu erkennen, die verschiedene Gegenstände von ihrer Arbeitsstelle stehlen, um benachteiligten und verfolgten Personen zu helfen.
Auf dem rechten darunter liegenden Bild werden drei Widerstandskämpfer gezeigt, die an einem Balken Flugblätter anbringen. Dabei hält eine Person nach Beobachtern Ausschau, die weibliche Person befestigt die Flugblätter und eine dritte Person übergibt die Flugblätter aus seinem Fahrradkorb.
Im untersten Bild werden KZ-Häftlinge von einem Soldaten der sowjetischen Armee befreit und bedanken sich bei den Magdeburger Widerstandskämpfern mit einem Händedruck.
Alle dargestellten Szenen lehnen sich an verschiedene Formen des Widerstandes durch Magdeburger Bürger an, die dafür ihr Leben ließen und in der Bodenplatte des Mahnmals verewigt sind.

## Namen
Die Bodenplatte trägt folgende Inschrift:
Magdeburger Widerstandskämpfer die im Kampf gegen den Faschismus ihr Leben gaben
Friedrich Aue – Wilhelm Bahnik – Karl Beck – Max Borm – Hermann Danz – Leopold Deutsch – Wilhelm Ebert – Heinrich Eichhorn – Willi Frenzel – Karl Gellert – Erich Gewecke – Herbert Goldschmidt – Erich Heide – Gerhard Holzer – Lorenz Hoppe – Rudolf Hubbe – Adolf Jentzen – Karl Julius – Reinhold Julius – Viktor Krey – Walter Kubacki – Willi Kutz – Emanuel Larisch – Ernst Lehmann – Otto Lehmann – Walter Lemme – Hubert Materlik – Bruno Matern – Oskar Mook – Julius Philippson – Fritz Ramspeck – Heinrich Reichel – Franz Rekowski – Fritz Rödel – Eduard Rohde – Johann Schellheimer – Franz Schindler – Otto Schlein – Anni Schlein – Vera Schlein – Judit Schlein – Karl Schmidt – Walter Schumann – Martin Schwantes – Georg Singer – Heinrich Sommer – Wilhelm Sprögel – Gerhard Steinig – Bruno Strutz – Gustav Sydow – Ludwig Wellhausen – Franz Witzel – Ernst Wille – Anneliese Lehmann
Einige der Namen stimmen nicht mit den heute für die Personen gebräuchlichen Schreibweisen überein. So dürfte es sich bei Heinrich Sommer um Heinz Sommer handeln.